# أورتشارد هيل (جورجيا)
أورتشارد هيل (بالإنجليزية: Orchard Hill, Georgia)‏ هي بلدة تقع في مقاطعة سبالدينغ، جورجيا بولاية جورجيا في الولايات المتحدة. تبلغ مساحتها 0.9 (كم²)، وترتفع عن سطح البحر 262 م، بلغ عدد سكانها 209 نسمة في عام 2010 حسب إحصاء مكتب تعداد الولايات المتحدة وتصل الكثافة السكانية فيها 255.6 نسمة/كم2.

## وصلات خارجية
- The US50 - Cities and Towns in Georgia State
- Georgia Cities and Towns, Facts, Map, Flag, Colleges, Government, and More